# Tenedos carlosprestesi
Tenedos carlosprestesi là một loài nhện trong họ Zodariidae.
Loài này thuộc chi Tenedos. Tenedos carlosprestesi được Candiani, Bonaldo & Antonio D miêu tả năm 2008. Brescovit.